# Bambini (Ex-Otago)
Bambini è un singolo del gruppo musicale italiano Ex-Otago, pubblicato il 18 dicembre 2018 e prodotto dall'etichetta Garrincha Dischi, come terzo estratto che ha anticipato l'uscita dell'album Corochinato